# 碲化铍
碲化铍是铍的碲化物，化学式 BeTe。

## 制备
碲化铍可以由铍和碲在 1100 °C 下的氢气中反应而成。
{\displaystyle \mathrm {Be+Te\longrightarrow BeTe} }

## 性质
碲化铍是一种灰色粉末，遇水放出碲化氢。它的晶体结构是硫化锌结构。它是一种二六半导体，能隙 2.8 eV。